# Pochylnia (architektura)

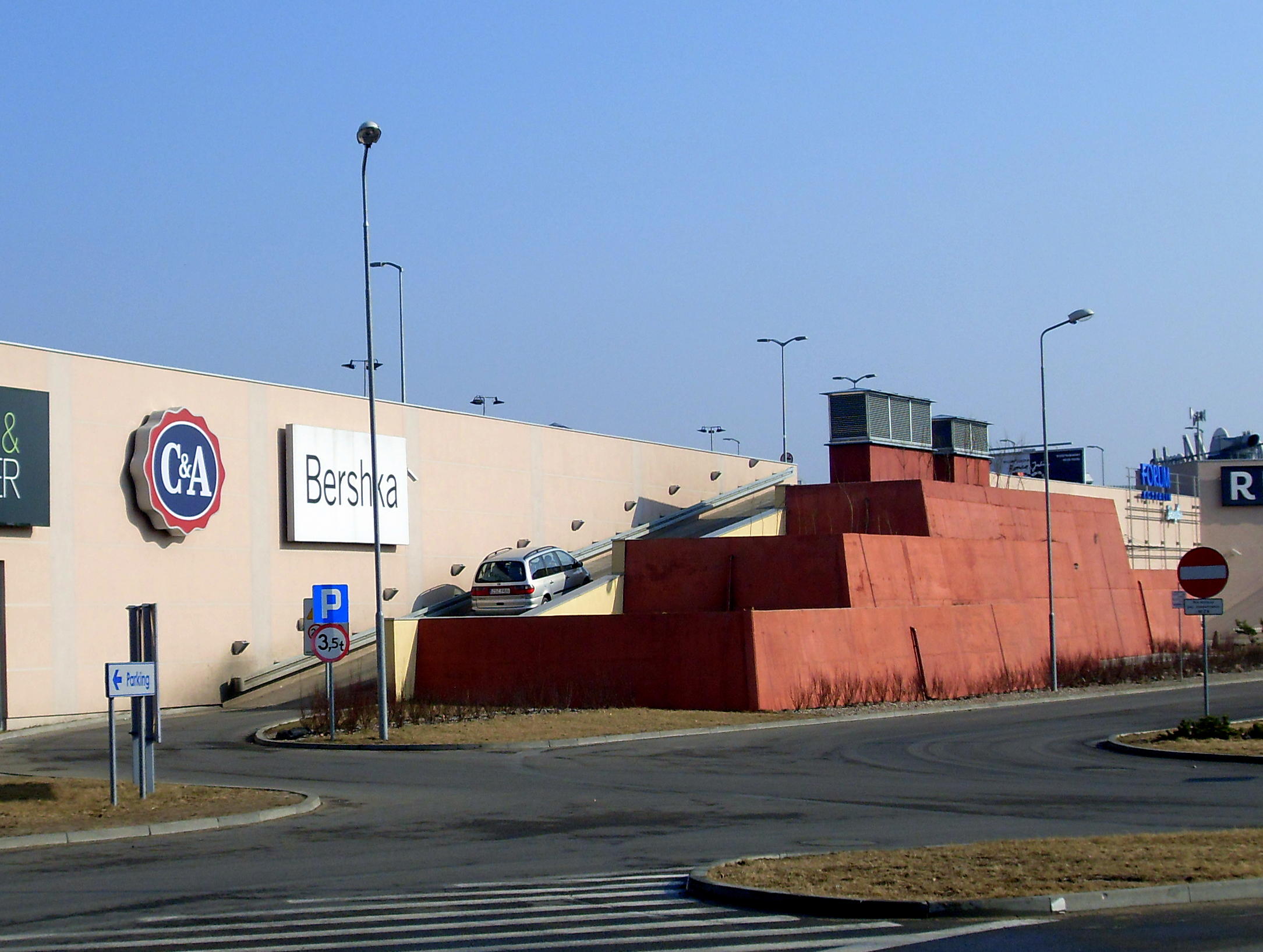
Pochylnia na parking nadziemny w centrum handlowym Atrium Koszalin

Pochylnia – przejście bez stopni służące do pokonania różnicy poziomów, gdy spadek podłużny przekracza 6%.